# The Illustrated Police News
The Illustrated Police News es el nombre de un semanario ilustrado, y uno de los primeros tabloides británicos.
En sus páginas con frecuencia se presentaron detallados informes con ciertos sesgos sensacionalistas y melodramáticos, y con ilustraciones de asesinados y de escenarios de crímenes.

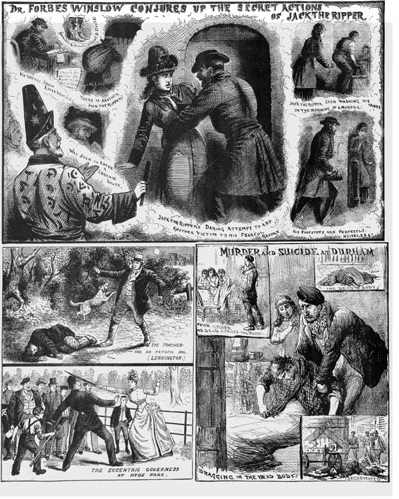
Forbes Winslow evoca las acciones secretas de Jack, el Destripador de Londres.

La primera publicación de este semanario fue en el año 1864, y la última en 1938.
The Illustrated Police News se inspiró en la revista The Illustrated London News, publicación que oportunamente se inició en 1842, revelando así en los hechos que un periódico con ilustraciones podía llegar a tener ventas muy altas.
El tipo de las ilustraciones y la presentación del periódico que aquí nos ocupa, en algunos aspectos también hacen recordar a las publicaciones Newgate Calendar y Penny Dreadful.
En el año 1888, The Illustrated Police News se ganó una clara reputación de sensacionalista, debido a los artículos allí publicados sobre el conocido caso de Jack el Destripador.
Y en el siglo XX, el citado periódico publicó numerosos artículos sobre la "cuestión de los inmigrantes extranjeros", promoviendo así actitudes xenófobas entre sus lectores.

## En la cultura popular
El film de 2011 titulado Sherlock Holmes: Juego de sombras, incluye escenas donde se muestran y se leen ejemplares de Police News.